# Liste der Biografien/Herf
Liste der Biografien |
Portal Biografien |
Personensuche
# |
A |
B |
C |
D |
E |
F |
G |
H |
I |
J |
K |
L |
M |
N |
O |
P |
Q |
R |
S |
T |
U |
V |
W |
X |
Y |
Z |
?
 
Ha |
Hd |
He |
Hi |
Hj |
Hk |
Hl |
Hm |
Hn |
Ho |
Hr |
Hs |
Ht |
Hu |
Hv |
Hw |
Hy
 
Hea |
Heb |
Hec |
Hed |
Hee |
Hef |
Heg |
Heh |
Hei |
Hej |
Hek |
Hel |
Hem |
Hen |
Heo |
Hep |
Heq |
Her |
Hes |
Het |
Heu |
Hev |
Hew |
Hex |
Hey |
Hez
 
Hera |
Herb |
Herc |
Herd |
Here |
Herf |
Herg |
Herh |
Heri |
Herj |
Herk |
Herl |
Herm |
Hern |
Hero |
Herp |
Herq |
Herr |
Hers |
Hert |
Heru |
Herv |
Herw |
Herx |
Hery |
Herz
Die Liste der Biografien führt alle Personen auf, die in der deutschsprachigen Wikipedia einen Artikel haben. Dieses ist eine Teilliste mit 39 Einträgen von Personen, deren Namen mit den Buchstaben „Herf“ beginnt.

## Herf
- Herf, Eberhard (1887–1946), deutscher Militär und Polizist
- Herf, Jeffrey (* 1947), US-amerikanischer Historiker
- Herf, Julius (* 1901), deutscher Jurist

### Herfa
- Herfarth, Christian (1933–2014), deutscher Chirurg und Hochschullehrer
- Herfast († 1084), Lordkanzler von England sowie Bischof von Thetford

### Herfe
- Herfeld, Ulrike (1945–2019), deutsche Künstlerin
- Herfert, Louisa (* 1986), deutsche Schauspielerin
- Herfert, Peter (1935–2017), deutscher Prähistoriker
- Herfert, Robert (1926–2011), österreichischer Maler und bildender Künstler

### Herff
- Herff, Ferdinand von (1820–1912), deutsch-amerikanischer Chirurg in Texas
- Herff, Maximilian von (1893–1945), deutscher Offizier, SS-Obergruppenführer und General der Waffen-SS
- Herff, Otto von (1856–1916), deutscher Arzt und Professor für Gynäkologie der Universität Basel

### Herfo
- Herford, Gary (1940–1997), australischer Ruderer
- Herford, Jay (* 1987), US-amerikanischer Fußballtorhüter und Torwarttrainer
- Herford, Marcus, US-amerikanischer American-Football-Trainer
- Herford, Sam (1912–1983), australischer Schwimmtrainer
- Herfort, Frank (* 1979), deutscher Fotograf
- Herfort, Jeremias, deutscher Gold- und Silberschmied
- Herforth, Lieselott (1916–2010), deutsche Experimentalphysikerin, Politikerin (FDGB), MdV
- Herforth, Ralph (* 1960), deutscher Schauspieler
- Herforth, Stefan (* 1952), deutscher Schauspieler

### Herfs
- Herfst, Pieter (1887–1960), niederländischer Pianist und Dirigent

### Herft
- Herft, Keith, Spezialeffektkünstler
- Herft, Roger (* 1947), australischer anglikanischer Bischof

### Herfu
- Herfurt, Max (1872–1932), deutscher Architekt
- Herfurth, Alfred (1889–1946), deutscher Politiker (Zentrum), MdL
- Herfurth, Christian (* 1972), deutscher Politiker (CDU)
- Herfurth, Curt (1880–1942), deutscher Architekt
- Herfurth, Dana (* 1998), deutsche Schauspielerin und Model
- Herfurth, Edgar (1865–1950), deutscher Verleger
- Herfurth, Egbert (* 1944), deutscher Maler, Grafiker
- Herfurth, Emil (1887–1951), deutscher Gymnasiallehrer, Schriftsteller und Politiker (DNVP)
- Herfurth, Hans-Günter (1934–2011), deutscher Industriemanager
- Herfurth, Karoline (* 1984), deutsche Schauspielerin, Filmregisseurin und DrehbuchautorinKaroline Herfurth (* 1984)

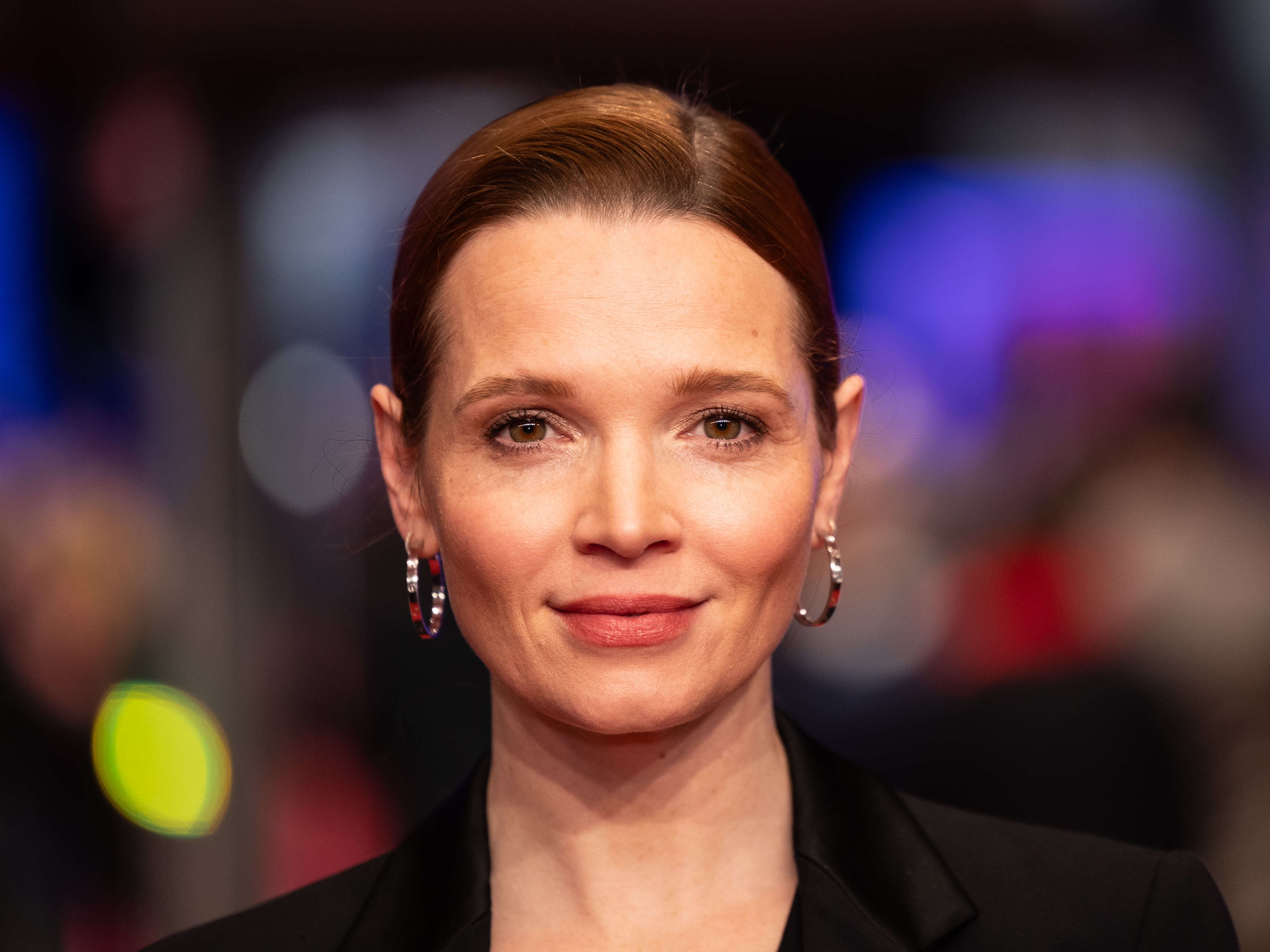
Karoline Herfurth (* 1984)

- Herfurth, Klaus (1917–2000), deutscher Verleger
- Herfurth, Otto (1893–1944), deutscher Generalmajor im Zweiten Weltkrieg sowie Widerstandskämpfer
- Herfurth, Paul (1855–1937), deutscher Verleger und Politiker (NLP)
- Herfurth, Renate (1943–2009), deutsche Gebrauchsgrafikerin, Buchgestalterin und Illustratorin in Leipzig
- Herfurtner, Rudolf (* 1947), deutscher Schriftsteller